# LOT Charters
LOT Charters – marka usług czarterowych Polskich Linii Lotniczych LOT będąca na rynku od 2009 roku. Loty obsługiwane są przez samoloty Boeing 737-400 w konfiguracji ze 162 miejscami.